# Ypthima uniocellata
Ypthima uniocellata är en fjärilsart som beskrevs av Embrik Strand 1909. Ypthima uniocellata ingår i släktet Ypthima och familjen praktfjärilar. Inga underarter finns listade i Catalogue of Life.